# ザイン・グリフ
ザイン・グリフ（Zaine Griff、1957年10月4日 - ）は、ニュージーランド出身のミュージシャン、シンガーソングライター。

## 来歴
1957年、オークランドにおいて、デンマークからニュージーランドに移住してきた両親のもとで生まれる。グリフの「ザ・スカンジネイヴィアン」は、彼の父に捧げられた曲である。
1972年、地元ニュージーランドのヒューマン・インスティンクトにグレン・ミケルソン（Glenn Mikkelson）という名前でベーシストとして加入、2枚のアルバムに参加する。
1974年、ヒューマン・インスティンクトを脱退したグリフはロンドンに渡り、ベイビー・フェイスというバンドに加入する。また、他アーティストのセッションにも参加するようになり、このうち、1976年にリリースされたジョニー・ウェイクリンの「イン・ザイール（In Zaire）」は全英シングルチャート最高4位を記録している。
音楽活動のかたわら、グリフはリンゼイ・ケンプに師事し、スクールでダンスやパントマイムを学ぶ。同スクールでは、同じくケンプに師事していたケイト・ブッシュと交流を持つ。リンゼイ・ケンプ・カンパニーに在籍し、ジャン・ジュネの小説『花のノートルダム』を舞台化した『フラワーズ』公演に出演している。その後『フラワーズ』のオーストラリア公演が決定した際、グリフはロンドンに留まるためリンゼイ・ケンプ・カンパニーを脱退する。
ロンドンに残ったグリフは、スクリーマーというバンドに加入し、2枚のシングルをリリース。また、キンクスの『ミスフィッツ（歪んだ映像）』（1978年）にベーシストとしてゲスト参加する。
1977年にはザイン・グリフ・バンドを結成し、ライブ活動を中心に自身のソロキャリアをスタートさせる。1979年、トニー・ヴィスコンティのプロデュースのもとでレコーディングを開始し、1980年10月にソロデビューアルバム『灰とダイアモンド』がリリースされる。アルバムには、キーボードにハンス・ジマーが全面的に参加している。アルバムに先行してリリースされたファーストシングル「トゥナイト」は全英チャートにおいて最高54位、セカンドシングル「灰とダイアモンド」は最高68位を記録している。
『灰とダイアモンド』のレコーディング中、グリフはヴィスコンティからデヴィッド・ボウイを紹介され、ボウイの過去の楽曲「スペース・オディティ」、「愛しき反抗」、「デトロイトでのパニック」のリレコーディング・セッションにベーシストとして参加した。当初、このレコーディングは1979年末のケニー・エヴェレットのテレビ番組のために行われたものであったが、実際にオンエアされたのは「スペース・オディティ」のみだった（後に「スペース・オディティ」は1980年のシングル「アラバマ・ソング」のB面に、「デトロイトでのパニック」は1992年の『スケアリー・モンスターズ』のリイシュー盤や2002年の『ヒーザン』の限定盤に収録された）。
1982年、ハンス・ジマーとの共同プロデュースによる2枚目のアルバム『フィギュアーズ』をリリース。収録曲のうち、リンゼイ・ケンプに捧げた「フラワーズ」ではケイト・ブッシュとのデュエットが実現する。また、高橋幸宏も本アルバムに参加している。同年の高橋のアルバム『WHAT, ME WORRY？ ボク、大丈夫!!』には、グリフ作詞・作曲による「ディス・ストレンジ・オブセッション」を含め3曲のレコーディングに参加する。またこの頃、ロンドンにおいて自身によるアート作品の個展を開いている。
1983年、ハンス・ジマーとウォーレン・カン（ウルトラヴォックス）によるプロジェクト「ヘルデン」において、グリフが6曲ボーカルを担当したアルバム『Spies』のレコーディングが行われたが、シングル「Holding On」がリリースされた後、アルバムはお蔵入りとなる。翌年、ゲイリー・ニューマンのアルバム『Berserker』にバックボーカルで参加。
1984年、グリフはニュージーランドに戻り、オークランドで「ジャズ・パレス」というクラブをオープンし、地元のアーティストのプロデュースなどの音楽活動を行う。
2011年、29年ぶりとなる3枚目のアルバム『Child Who Wants the Moon』をリリース。ニュージーランドにおいて数回ライブを行った後、2012年10月にはロンドンのO2アカデミー・イズリントンで行われたトーヤ・ウィルコックスのライブにゲスト参加している。
2013年、4枚目のアルバム『ザ・ヴィジター』をリリース。また、1976年から1983年にかけてロンドンでレコーディングされたデモ音源をまとめたアルバム『イマースド - 浸漬』が2014年5月にリリースされる。
2014年9月13日、14日には東京で初来日公演が行われる。
2016年には、来日公演でバックを務めた日本人ミュージシャンも参加した5枚目のオリジナルアルバム『ムード・スウィングス』をリリース。
2020年、ラスティ・イーガン主催のヴィサージ40周年プロジェクト「VISAGE 1980×2020」にフロントマンとして起用され、イギリスやベルギーにおいてライブが行われる予定だったが、新型コロナウイルスの影響により延期となる（2021年8月にベルギーで行われた「VISAGE 1980×2021」のライブにグリフは不参加）。
2022年には、1983年にプロジェクト「ヘルデン」によりレコーディングされていたもののお蔵入りとなったアルバム『Spies』をもとに、グリフによって改めてレコーディングされたアルバム『ザ・ヘルデン・プロジェクト//スパイズ』をリリース。

## ディスコグラフィ

### ソロ

#### スタジオ・アルバム
- 『灰とダイアモンド』 - Ashes and Diamonds（1980年）
- 『フィギュアーズ』 - Figvres（1982年）
- Child Who Wants the Moon（2011年）
- 『ザ・ヴィジター』 - The Visitor（2013年）
- 『ムード・スウィングス』 - Mood Swings（2016年）
- 『ザ・ヘルデン・プロジェクト//スパイズ』 - The Helden Project//Spies（2022年）
- 『ダブル・ライフ』 - A Double Life（2024年）

#### ミニ・アルバム
- Abjure（2013年）※4曲入りEP

#### コンピレーション・アルバム
- 『イマースド - 浸漬』 - Immersed（2014年）※1976～83年の未発表デモ音源集

### バンド

#### ヒューマン・インスティンクト
- The Hustler（1974年）
- Peg Leg（2002年）※1974～75年に録音されたが当時は未発表